# Argiope truk
Espèce
Argiope truk est une espèce d'araignées aranéomorphes de la famille des Araneidae.

## Distribution
Cette espèce est endémique de l'État de Chuuk aux États fédérés de Micronésie,. Elle se rencontre dans les îles Truk.

## Description
La femelle holotype mesure 14,5 mm.

## Étymologie
Son nom d'espèce lui a été donné en référence au lieu de sa découverte, les îles Truk.

## Publication originale
- Levi, 1983 : The orb-weaver genera Argiope, Gea, and Neogea from the western Pacific region (Araneae: Araneidae, Argiopinae). Bulletin of the Museum of Comparative Zoology, vol. 150, p. 247-338 (texte intégral).